# Друга конголезька війна

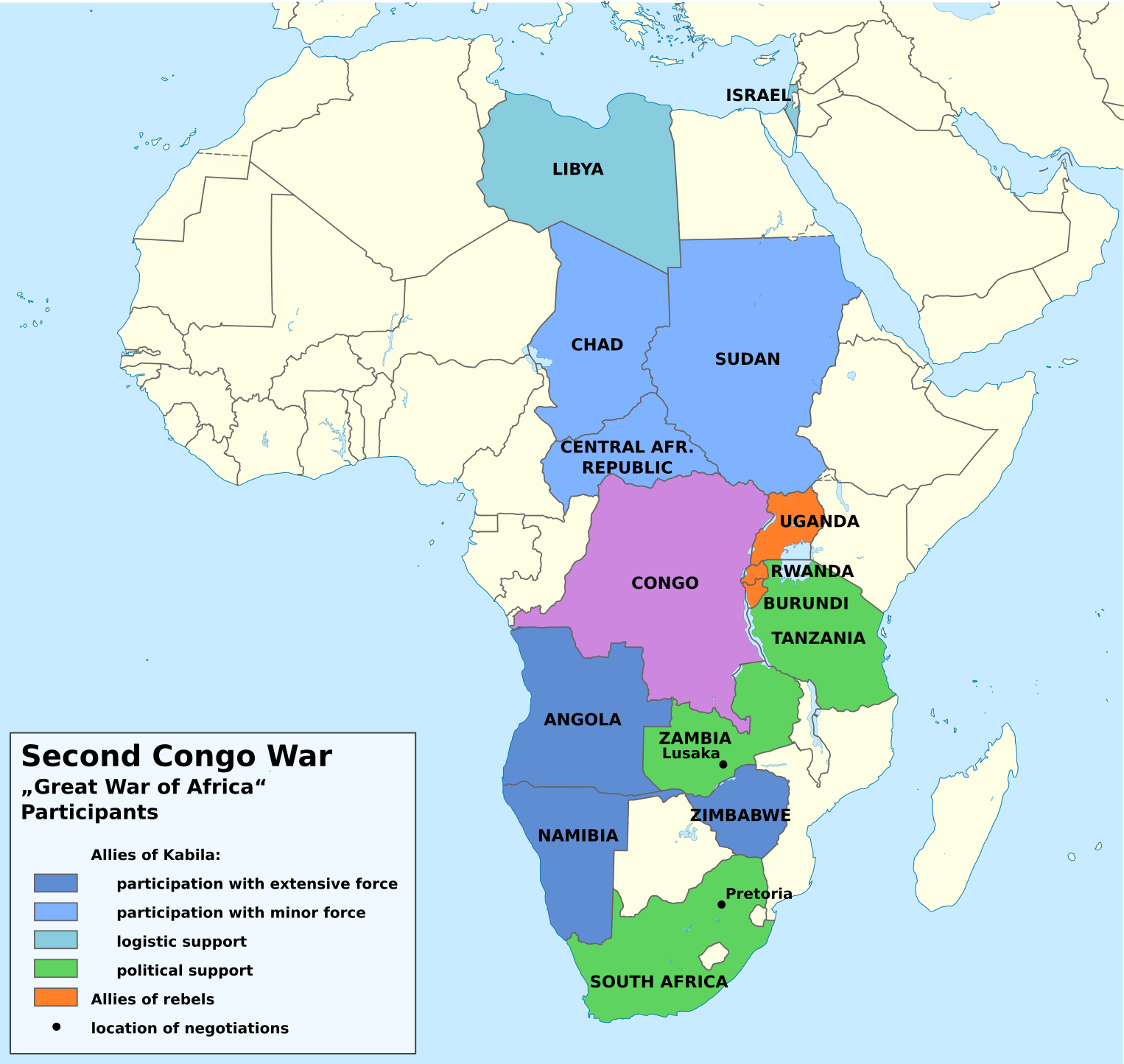
Воюючі сторони Другої війни в Конго: Фіолетовий — Демократична Республіка Конго
Помаранчевий — коаліція проти ДРКТемно-синій — коаліція за ДРК
Світло-блакитний — союзники ДРК, які безпосередньо не беруть участі у війні. Зелений — політичні прихильники ДРК

Дру́га конголе́зька війна́ (фр. Deuxième guerre du Congo) 1998–2002 — війна на території Демократичної Республіки Конго, у якій брали участь понад двадцять збройних угруповань з дев'яти держав.

## Передумови
1994 — Витоки конфлікту сягають геноциду в Руанді, коли величезна кількість біженців тутсі опинилась на території Заїру (так до 1997 називалася Демократична Республіка Конго). Після приходу до влади в Руанді Руандійського патріотичного фронту в Заїр хлинув потік біженців хуту, багато з яких були замішані в геноциді. Де-факто руандійська громадянська війна перекинулася на територію Заїру, яку збройні групи радикалів-хуту використовували як тилову базу для набігів у Руанді.

## Початок
1998, 2 серпня — військові-тутсі (10 батальйон, 222 бригада) на чолі з генерал-майором Ондеканом — колишнім соратником президента Кабіли — підняли заколот на сході країни в місті Гома, наступного дня повстанці встановили контроль над містами Увіра та Букаву та 60-тисячною армією рушили на столицю Кіншасу. 23 серпня вони досягають Кісангані. Звідти одне угруповання бунтівників направляється на південь, де після успішної битви за Кінду вторгається в південну провінцію Катанга, а друге відкриває екваторіальний фронт і в листопаді 1998 захоплює Бумбу. Уряд Кабіли вирішив підтримати ворогів своїх ворогів, а саме хуту, замішаних у геноциді в Руанді. Почалися криваві зіткнення з масовими вбивствами мирних жителів і розправами над військовополоненими. Широке поширення набули групові зґвалтування.
| Території, яку утримували фракції в 2001—2003 роках |
| --------------------------------------------------- |
|                                                     |

Існують суперечки щодо того, чим же було повстання тутсі: заколотом, або інтервенцією Руанди і Уганди. Більшість свідків і дослідників зазначає, що реальну владу на місцях здійснювали не повсталі конголезькі тутсі, а офіцери з Уганди і Руанди, яким була вигідна ескалація конфлікту.